# Миљана Радмила Ускату
Миљана Радмила Ускату (рум. Miliana Radmila Uscatu; Решица, 20. септембар 1983) је румунски филилог и етнолог српског порекла. 

## Биографија
Миљана Радмила је рођена 20. септембра 1983. године у Решици. Одрасла је у Карашеву, у српској карашевској породици Радан. Њен отац Михај (Миља) је универзитетски професор, а мајка Јоана наставница. У Темишвару је завршила Српску теоретску гимназију „Доситеј Обрадовић”, а 2002. године уписује Филолошки, историјски и теолошки факулте на Западном универзитету и Пољопривредни факултет на Банатском универзитету за пољопривредне науке и ветеринарску медицину у Темишвару. На Филолошком је дипломирала 2006. године, а на Пољопривредном факултету 2007. године. Као студент, 2005. године је почела да ради као новинар на српској емисији Радио Темишвара, где је била запослена три године, а као сарадник је радила две године. Од 2007. до 2009. је била на мастер студијама, а од 2009. уписује докторске студије на Филолошком факултету Западног универзитета у Темишвару. На Филолошком факултету је од 2009. почела да ради на катедри за србистику као демонстратор (препаратор). Докторирала је 2012. године на теми обичаја из животног циклуса у карашевским селима (крштења, свадбе и сахране).  Од 2013. до 2015. ради као асистент, а од 2015. године као доцент на Филолошком факултету, где предаје српски језик и књижевност на семинарима, практичним курсевима и на култоролошком одсеку.